# Ски туринг
Ски туринг (наричан също пантене) е каране на ски в планински територии извън обособените ски зони. Обикновено се прави извън ски курортите и далеч от ски пистите. Ски турингът е комбинация от ски бягане, ски алпийски дисциплини, телемарк и randonnée. Основна характеристика е отлепящата се пета, която е свободна от самите ски с цел по-лесно преодоляване на стръмни участъци и трудни терени.
Ски турингът се използва от скиори търсещи нов сняг, алпинисти и хора искащи да избягат от високите цени в ски курортите. Турингът изисква добри навигационни умения и ориентиране в зони с повишен риск от лавини.
Този спорт има и паралели с планинарството и къмпингуването. Ски-алпинизмът например е вид ски туринг, който включва в себе си елементи от ски бягане, ски алпийски дисциплини, фрийрайд ски и планинарство.